# Кхулна (округ)
Кхулна (бенг. খুলনা জেলা, англ. Khulna District) — округ на юго-западе Бангладеш, в области Кхулна. Образован в 1882 году. Административный центр — город Кхулна. Площадь округа — 4394 км². По данным переписи 2001 года население округа составляло 2 334 285 человек. Уровень грамотности взрослого населения составлял 43,9 %, что примерно соответствовало среднему уровню по Бангладеш (43,1 %). 73,49 % населения округа исповедовало ислам, 25,74 % — индуизм.

## Административно-территориальное деление
Округ состоит из 9 подокругов (upazilas):
1. Терокхада (Терокхада)
2. Батиагхата (Батиагхата)
3. Дакопе (Дакопе)
4. Думурия (Думурия)
5. Дигхалия (Дигхалия)
6. Койра (Койра)
7. Пайкгачха (Пайкгачха)
8. Пхултала (Пхултала)
9. Рупса (Рупса)